# Psihomodo pop
Psihomodo pop je kultni hrvatski  rock sastav koji djeluje od 1983. godine.

## Članovi
- Tigran Kalebota – Tigi, bubnjevi (1983. – 2017.)
- Bruno Novosel - Neron prvi frontmen/glavni vokal (1983-1984) Zbog odlaska u JNA zamjenjuje ga Davor Gobac..
- Smiljan Paradiš – Šparka, bas-gitara, prateći vokal (1983. – )
- Neven Kepeski – Kepa, gitara, prateći vokal (1983. – 1985.)
- Davor Gobac, glavni vokal, gitara (1983. – )
- Saša Novak Radulović – Sale, gitara, prateći vokal, (1985. – 1995.)
- Vlatko Čavar – Brada, gitara, prateći vokal, usna harmonika (1987. – )
- Jurij Novoselič – Kuzma, saksofon, klavijature (1995. – )
- Tin Ostreš, bubnjevi (2018. – )

## Povijest
Godine 1983., na prostorima bivše Jugoslavije, pojavljuje se sastav, koji svojom beskompromisnom svirkom, žestokim zvukom, scenskim nastupom osvaja prostore bivše države munjevitom brzinom. Sale (gitara), Šparka (bas-gitara), Tigran (bubanj), predvođeni frontmanom grupe Gobcem (vokal), donijeli su na tadašnju scenu jedan, do tada na tim prostorima neviđen, izričaj i formu rock'n'rolla.
Grupa Psihomodo Pop nastaje 1983. godine, na temeljima grupe Neron, u kojoj tada sviraju Tigran Kalebota-Tigi i Smiljan Paradiš-Šparka. Uz Nevena Kepeskog-Kepa, grupi se još priključuje i Gobac, koji je već kao trinaestogodišnjak svirao u punk sastavu Klinska pomora, i Neron mijenja ime u Psihomodo Pop. Godine 1985. u sastav dolazi Radulović, nakon što ju je napustio Kepeski, te ta postava održava brojne koncerte na prostoru bivše Jugoslavije. Godine 1987. im se pridružuje drugi gitarist Brada. Godine 1988., nakon čitavih pet godina demostatusa se na tržištu pojavljuje njihov album prvijenac nazvan Godina zmaja, koji je polučio ogroman uspjeh i doslovno digao cijelu državu na noge, a pročuli su se i van države zahvaljujući nizozemskom rock festivalu Grote prijs of Netherland, gdje su u konkurenciji od 600 sastava, odabrani kao jedan od šest najboljih sastava. Taj uspjeh nije mogao promaknuti ni legendarnoj glazbenoj postaji MTV, gdje je prikazan spot engleske verzije psihomodovog najvećeg hita svih vremena "Ja volim samo sebe" prepjevan na "I'm In Love With Gobac", to je bio ujedno i prvi video spot prikazan na MTV-u s područja bivše Jugoslavije.
Godine 1989. nakon vrlo uspješne turneje po Nizozemskoj, grupa snima album Live in Amsterdam.
Nakon toga, 1990. godine odlaze na tromjesečnu turneju po ondašnjem SSSR-u, gdje održavaju mnoštvo koncerata. Nakon povratka slijedi video izdanje Brilliant video Psihomodo pop, te sudjelovanje na kompilaciji ZG rock forces live. Iste godine sviraju kao predgrupa svojim uzorima legendarnom punk rock sastavu Ramones, na koncertima u Zagrebu i Ljubljani. Kao kruna svega te godine izlazi i njihov drugi studijski album Sexy magazin, ali zbog Domovinskoga rata, grupa je prisiljena izostaviti koncertnu promociju (turneju) tog albuma.
Godine 1992. izlazi album Tko je ubio Mickey Mousea, koji je prvenstveno namijenjen djeci, s pjesmama koje je grupa izvodila u raznim dječjim emisijama. 
Svojevrstan art-album Srebrne svinje izlazi 1993. godine i po mišljenju kritike i najvjernijih poklonika grupe njihovo najbolje i najzrelije ostvarenje, a kao producent ploče je potpisan Saša Novak Radulović. Važno je napomenuti da spot za pjesmu Starfucker, koju je snimio Radislav Jovanov-Gonzo, postavlja nove standarde snimanja spotova, te da je osvojio dvije nagrade (kategorija najboljeg video-uratka) Oktavijan i Porin. 
Godine 1995. iz sastava odlazi originalni član, gitarist Saša Novak Radulović, a na njegovo mjesto dolazi ugledni multiinstrumentalist Jurij Novoselić-Kuzma (Film, Disciplina kičme, suradnik Haustora ). Isprva je s grupom kao pridruženi član, a kasnije postaje i stalni član.
Suradnja s Gonzom se nastavlja i 1995. godine, kada izlazi album "Unpljugd", akustična kompilacija i presjek rada grupe tijekom 12 godina rada. 
Nakon velikog uspjeha Unpljugda, 1997. godine izlazi album Sextasy. Kao zanimljivost treba napomenuti da je to bilo interaktivno izdanje CD-a, na kojem je osim pjesama, bio i zapis o članovima grupe i drugim raznim zanimljivostima.
Das beste aus der grosse hit parade naziv je koncertnog albuma koji je grupa izdala 1999. godine na kojem je snimka koncerta sastava u Mariboru iz 1998. godine.
Godine 2000. izlazi album Debakl, a kao zanimljivost se na CD izdanju pojavljuju i neke demopjesme. 
Godine 2001. album dobiva nagradu Porin za najbolji rock-album godine.
Godine 2003. izlazi dupla CD kompilacija Tekućih 20, kojom grupa obilježava dvadeset godina postojanja. Na prvom CD-u se nalazi "best of" presjek pjesama dok su na drugom neobjavljeni materijali iz ranije faze sastava do 2003. 
Godine 2004. Psihomodo objavljuju novi studijski album "Plastic fantastic" na kojem se nalaze hitovi "Linoleum boy", "Daj mi pusu", "Lagano padam" i "Baš kao" za koju pjesmu je snimljen video spot na koncertu u proslave 20-godišnjice u prepunom zagrebačkom Domu sportova. 
Godine 2006. izlazi DVD kompilacija "Tekućih 20" na kojoj se nalaze gotovo svi video uradci, uključujući TV snimku pjesme "Iste stvari" iz 1984. godine, te autorski video radovi s članovima grupe.
Godine 2007. izlazi nova dupla "best of" kompilacija "Ultimate Collection". 
Godine 2008. Psihomodo snima 12 novih pjesama za svoj novi album "Jeee! Jeee! Jeee!" naslovljen prema istoimenoj naslovnoj pjesmi, prepjevu klasike legendarnih punk rockera The Vibrators. Prvi singl "Domovine Sin" Psihomodo vraća svom izvornom zvuku. Za tu pjesmu snimljen je i video spot. Datum izlaska albuma je 17. veljače 2009., točno na rođendan Davora Gobca! 
Grupa Psihomodo Pop svojim načinom sviranja, svojom glazbom i stilom, ostavila je upečatljiv trag na rock sceni kako bivše države tako i Hrvatske. Naslanjajući se na glazbeni izričaj svojih uzora (Rolling Stones, Iggy & The Stooges, Lou Reed, Velvet Underground, T. Rex, The Vibrators, Ramones...), nametnuli su se kao nezaobilazan čimbenik rock izričaja na ovim prostorima.
Dana 11. prosinca 2017. iznenada je u 54. godini života preminuo jedan od osnivača benda Tigran Kalebota. Godine 2018. godine u sastav dolazi novi bubnjar Tin Ostreš, a 2019. godine Psihomodo Pop objavljuje svoj 11 studijski album, Digitalno Nebo.

## Diskografija
Studijski albumi
- Godina zmaja (1988.)
- Sexy magazin (1990.)
- Tko je ubio Mickey Mousea (1992.)
- Srebrne svinje (1993.)
- Unpljugd (1995.)
- Sextasy (1997.)
- Debakl (2000.)
- Plastic fantastic (2004.)
- Jeee! Jeee! Jeee! (2009.)
- Ćiribu ćiriba (2014.)
- Digitalno nebo (2019.)
- Vjerujem u čuda (2024.)

Live albumi
- Live in Amsterdam (1989.)
- Das Beste aus der grossen Hit Parade (Die schönen Melodien) (1999.)
- Ste dobro? Uživo iz Boogalooa (2011.)

Kompilacije
- Tekućih 20 (2004.)
- The Ultimate Collection (2007.)
- Greatest Hits Collection (2020.)

## Vanjske poveznice

### Sestrinski projekti
|  | Zajednički poslužitelj ima još gradiva o temi Psihomodo pop |